# Discospermum polyspermum
Discospermum polyspermum là một loài thực vật có hoa trong họ Thiến thảo. Loài này được (Valeton) Ruhsam mô tả khoa học đầu tiên năm 2008.